# Les Costes des Garrigues
Les Costes des Garrigues, o, simplement, les Costes, és una costa de muntanya del terme municipal de Conca de Dalt, al Pallars Jussà, en el territori de l'antic terme d'Hortoneda de la Conca.
Estan situades al vessant nord de la Serra de la Travessa, contrafort nord-occidental de la Serra de Boumort. Es troben a llevant de Montpedrós, al capdamunt de la vall de la llau de la Font Freda, o de Perauba. La Torre de Perauba és al nord-est de les Costes.